# Universíada de Verão de 1987
A XIV Universíada de Verão foi realizada em Zagreb, Iugoslávia entre 8 e 19 de julho de 1987.

## Medalhas
O Quadro de medalhas é uma lista que classifica as Federações Nacionais de Esportes Universitários (NUSF) de acordo com o número de medalhas conquistadas. O país em destaque é o anfitrião.
| Ordem                                                 | País                  | Medalha de ouro | Medalha de prata | Medalha de bronze |    |  |
| ----------------------------------------------------- | --------------------- | --------------- | ---------------- | ----------------- | -- |  |
| 1                                                     | USA Estados Unidos    | 27              | 20               | 24                | 71 |  |
| 2                                                     | URS União Soviética   | 23              | 33               | 19                | 75 |  |
| 3                                                     | ROU Romênia           | 21              | 13               | 9                 | 43 |  |
| 4                                                     | ITA Itália            | 12              | 8                | 10                | 30 |  |
| 5                                                     | CHN China             | 11              | 8                | 10                | 29 |  |
| 6                                                     | YUG Iugoslávia        | 7               | 7                | 7                 | 21 |  |
| 7                                                     | GDR Alemanha Oriental | 5               | 3                | 5                 | 13 |  |
| 8                                                     | HUN Hungria           | 4               | 3                | 5                 | 12 |  |
| 9                                                     | GBR Grã-Bretanha      | 4               | 1                | 4                 | 9  |  |
| 10                                                    | NED Países Baixos     | 3               | 10               | 8                 | 21 |  |
|                                                       |                       |                 |                  |                   |    |  |
| 22                                                    | POR Portugal          | 1               |                  |                   | 1  |  |
|                                                       |                       |                 |                  |                   |    |  |
| 29                                                    | BRA Brasil            |                 | 1                |                   | 1  |  |
| Os demais países lusófonos não conquistaram medalhas. |                       |                 |                  |                   |    |  |

## Modalidades
Essas foram as modalidades disputadas. Os números entre parênteses representam o número de eventos de cada modalidade:

### Obrigatórias
As modalidades obrigatórias são determinadas pela Federação Internacional do Esporte Universitário (FISU) e, salvo alteração feita na Assembléia Geral da FISU, valem para todas as Universíadas de Verão.
| - Atletismo (42) - Basquetebol (2) - Esgrima (8) - Futebol (1) | - Ginástica artística (12) - Natação (32) - Polo aquático (1) | - Saltos ornamentais (6) - Tênis (5) - Voleibol (2) |

### Opcionais
As modalidades opcionais são determinadas pela Federação Nacional de Esportes Universitários (National University Sports Federation - NUSF) do país organizador.
- Canoagem (13)
- Remo (14)